# Thomas Paul Malone
Thomas Paul Malone (* 8. Februar 1915 in Edmonton; † 20. Juli 2000 in Ottawa) war ein kanadischer Botschafter.

## Leben
Thomas Paul Malone war der Sohn von Sarah MacMillan und Thomas Peter Malone.
Am 9. Juli 1940 heiratete er in Sydney Deirdre Lavallette Ingram ihre Kinder waren Anthony, Mark, Christopher, Patricia und David.
1936 wurde er Bachelor an der University of Alberta.
Von 1936 bis 1938 wurde er am Edmonton Journal als Journalist beschäftigt.
Von 1938 bis 1940 war er im Commonwealth Press Union Exchange als Journalist in England und Australien beschäftigt.
Von 1942 bis 1946 wurde er vom Wartime Information Board in Australien beschäftigt.
1946 trat er in den auswärtigen Dienst von Kanada.

## Sitz Teheran
Am 29. November 1962 wurde er zum Botschafter in Teheran ernannt, wo er vom 26. Januar 1963 bis 5. Mai 1965 akkreditiert war.
Am 25. Februar 1965 wurde er zum Botschafter in Bagdad ernannt, wo er vom 19. April 1965 bis 5. Mai 1965 akkreditiert war.
Am 5. März 1965 wurde er zum Botschafter in Kuwait ernannt, wo er am 27. April 1965 akkreditiert wurde.

## Sitz Lagos
Am 19. April 1967 wurde er zum Hochkommissar (Commonwealth) in Lagos ernannt, wo er vom 13. August 1967 bis 18. August 1970 beauftragt war.
Am 20. April 1967 wurde er zum Hochkommissar (Commonwealth) in Freetown ernannt, wo er vom 13. August 1967 bis 18. August 1970 beauftragt war.
Am 20. April 1967 wurde er zum Botschafter in Niamey ernannt, wo er bis 18. August 1970 akkreditiert war.
Am 20. April 1967 wurde er zum Botschafter in Abomey ernannt, wo er vom 10. April 1968 bis 18. August 1970 akkreditiert war.
1970 wurde er in die Leitung des Canadian Land Forces Command and Staff College in Fort Frontenac berufen.
Am 23. Mai 1972 wurde er zum Hochkommissar (Commonwealth) in Nikosia ernannt, wo er bis 2. September 1975 beauftragt war.
Am 23. Mai 1972 wurde er zum Botschafter in Tel Aviv ernannt und war vom 15. August 1972 bis 2. September 1975 in Jerusalem akkreditiert war.
Am 8. August 1975 wurde er zum Botschafter in Helsinki ernannt, wo er am 9. Januar 1976 akkreditiert wurde.
Zum 31. Dezember 1970 wurde er in den Ruhestand versetzt.
| Vorgänger                 | Amt                                                                       | Nachfolger                         |
| ------------------------- | ------------------------------------------------------------------------- | ---------------------------------- |
| George Bernard Summers    | kanadischer Botschafter in Teheran 26. Januar 1963 bis 5. Mai 1965        | Christopher Campbell Eberts        |
| Paul André Beaulieu       | kanadischer Botschafter in Bagdad 19. April 1965 bis 5. Mai 1965          | Christopher Campbell Eberts        |
| —                         | kanadischer Botschafter in Kuwait 27. April 1965 bis 3. März 1968         | Christopher Campbell Eberts        |
| John Harrison Cleveland   | kanadischer Hochkommissar in Lagos 13. August 1967 bis 18. August 1970    | Allan Sydney McGill                |
| John Harrison Cleveland   | kanadischer Hochkommissar in Freetown 13. August 1967 bis 18. August 1970 | Allan Sydney McGill                |
| John Harrison Cleveland   | kanadischer Botschafter in Niamey 20. April 1967 bis 18. August 1970      | Wilfrid Joseph Georges Charpentier |
| John Harrison Cleveland   | kanadischer Botschafter in Abomey 10. April 1968 bis 18. August 1970      | Douglas Barcham Hicks              |
| Charles Eustace McGaughey | kanadischer Hochkommissar in Nikosia 23. Mai 1972 bis 2. September 1975   | Edward Graham Lee                  |
| Charles Eustace McGaughey | kanadischer Botschafter in Tel Aviv 15. August 1972 bis 2. September 1975 | Edward Graham Lee                  |
| Ernest Adolphe Côté       | kanadischer Botschafter in Helsinki 9. Januar 1976 bis 11. Januar 1980    | Angus Waldron John Robertson       |